# Fingertip (bài hát)
"Fingertip"  là một bài hát của nhóm nhạc nữ Hàn Quốc GFriend trong mini album thứ tư của nhóm, The Awakening (2017). Bài hát được phát hành vào ngày 6 tháng 3 năm 2017, thông qua Source Music.

## Mô tả
Bài hát được mô tả bởi Bill Herman của Billboard là "funk-drive" với "âm thanh mạnh mẽ hơn so với những bản hit trước đây của nhóm", chứa "guitar điện tử và bass", làm nổi bật giọng hát của nhóm.

## Tác động thương mại
Bài hát đã ra mắt và đạt vị trí số 2 trên Gaon Digital Chart, trên bảng xếp hạng từ ngày 5 đến 11 tháng 3 năm 2017, đứng đầu bảng xếp hạng tải xuống với 151,181 lượt tải xuống và 2,946,049 lượt nghe trực tuyến. Bài hát được xếp ở vị trí số 6 trên bảng xếp hạng cho tháng 3 năm 2017 với 307,267 lượt tải xuống và 10,990,137 lượt nghe trực tuyến. Bài hát đã bán được hơn 530,652 lượt tải xuống tính đến tháng 5 năm 2017. Nó cũng đã ra mắt ở vị trí số 95 trên K-pop Hot 10 của Billboard Hàn Quốc.

## Video âm nhạc
Đoạn giới thiệu cho video âm nhạc đầu tiên được phát hành vào ngày 1 tháng 3 năm 2017. Video âm nhạc chính thức được phát hành vào ngày 6 tháng 3. Một ngày sau đó, một video hậu trường được phát hành thông qua kênh YouTube chính thức của nhóm. Hai video vũ đạo đã được phát hành với phiên bản "A" vào ngày 8 tháng 3 và phiên bản "B" vào ngày 12 tháng 3.

## Bảng xếp hạng
| Bảng xếp hạng (2017)     | Vị trí cao nhất |
| ------------------------ | --------------- |
| Hàn Quốc (Gaon)          | 2               |
| Hàn Quốc (K-pop Hot 100) | 95              |

## Giải thưởng

### Chương trình âm nhạc
| Tên chương trình   | Ngày phát sóng   |
| ------------------ | ---------------- |
| The Show (SBS MTV) | 14 tháng 3, 2017 |
| The Show (SBS MTV) | 11 tháng 4, 2017 |